# 1210
| 1210               |
| ------------------ |
| Dødsfald - Fødsler |
| • Begivenheder     |

| Gregoriansk kalender | 1210 MCCX               |
| Ab urbe condita      | 1963                    |
| Armensk kalender     | 659 ԹՎ ՈԾԹ              |
| Kinesiske kalender   | 3906 – 3907 己巳 – 庚午 |
| Etiopisk kalender    | 1202 – 1203             |
| Jødisk kalender      | 4970 – 4971             |
| Hindukalendere       |                         |
| - Vikram Samvat      | 1265 – 1266             |
| - Shaka Samvat       | 1132 – 1133             |
| - Kali Yuga          | 4311 – 4312             |
| Iransk kalender      | 588 – 589               |
| Islamisk kalender    | 606 – 607               |

Konge i Danmark: Valdemar Sejr 1202-1241
Se også 1210 (tal)

## Begivenheder
- 18. november – Pave Innocens III ekskommunikerer kejser Otto IV.